# SN 1963M
SN 1963M – supernowa typu I odkryta 14 czerwca 1963 roku w galaktyce MCG +05-31-35. Jej maksymalna jasność wynosiła 15,70m.